# Sasykköl
Sasykköl (kazašsky Сасықкөл [Sasykköl] rusky Сасыкколь [Sasykkol] nebo Гнилое озеро [Gniloje ozero] „Prohnilé jezero“) je jezero na hranici Abajské a [[Žetysuská 
oblast|Žetysuské oblasti]] v Kazachstánu východně od jezera Balchaš. Nachází se v Balchašsko-alakolské pánvi. Má rozlohu 736 km² (při vysoké úrovni hladiny), průměrnou hloubku 3,3 m a maximální hloubku 4,7 m. Leží v nadmořské výšce 347 m.

## Pobřeží
Břehy jsou nízké, porostlé rákosem.

## Vodní režim
Zdroj vody je smíšený. Rozsah kolísání hladiny je 3 m. Zamrzá v listopadu a rozmrzá na začátku dubna. Ústí do něj řeky Tentek a Karakol. Voda odtéká průtokem do jezera Ujaly.

## Fauna
Na jezeře je rozvinuté rybářství (marinka, okoun, kapr, gubáč) a chov ondatry.